# أنخيل رودريغيز لوزانو
أنخيل رودريغيز لوزانو (بالإسبانية: Ángel Rodríguez Lozano)‏ هو فيزيائي وصحفي إسباني، ولد في 1952 في لا غاروفايلا في إسبانيا.